# Laborecká vrchovina
Laborecká vrchovina je geomorfologický celek v oblasti Nízkých Beskyd na východním Slovensku v Prešovském kraji. Nejvyšší, hraniční hřeben přesahuje na území Polska (Podkarpatské vojvodství), avšak tam už nebývá označován za Laboreckou vrchovinu.
Laborecká vrchovina je na jihovýchodě ohraničena Beskydským podhůřím, které v podstatě odpovídá údolí Cirochy mezi městy Humenné a Snina. Na západě a jihozápadě přechází v Ondavskou vrchovinu, přičemž hranice mezi oběma celky není v přírodě příliš zřejmá. Vrchy po obou stranách Papínskej brázdy (údolí Laborce) jsou ještě součástí Laborecké vrchoviny, ale ne až po Humenné. Kopce severně od Humenného (zhruba po obec Ľubiša) se už považují za součást Ondavské vrchoviny. Naopak dále na sever patří do Laborecké vrchoviny i část povodí Ondavy (např. horní tok řeky Oľky). Na východě řeka Pčolinka odděluje Laboreckou vrchovinu od Bukovských vrchů. Na severovýchodě je součástí vrchoviny Medzilaborecká brázda. Táhne se ze severozápadu od Medzilaborců na jihovýchod k Hostovicím. Ze severu je brázda lemována hraničním hřebenem, z jihu pak vnitrozemským hřebenem vysokým 500 až 600 metrů (nejvyšší bod Čierniny, 671 m), na několika místech proraženým údolími potoků, které Medzilaboreckou brázdu odvodňují (Olšava, Výrava, Udava).
Pokud jde o hraniční hřeben s Polskem, podle slovenského členění patří k Laborecké vrchovině jeho úsek od Kuchtovského sedla (severozápadně od Svidníka; na západ od sedla pokračuje Ondavská vrchovina) přes Dukelský průsmyk až po pramennou oblast Udavy (severovýchodně od obce Osadné; dále na východ už jsou Bukovské vrchy). Součástí tohoto hřebene je i nejvyšší vrchol Laborecké vrchoviny Vysoký grúň (polsky Wysoki Groń, 905 m). Hřeben samozřejmě spadá i na polskou stranu, hranice Laborecké vrchoviny tam však nejsou dobře definovány, protože polské členění dělí dané území jinak. Minimálně lze k Laborecké vrchovině přiřadit svahy přiléhající ke státní hranici a ohraničené řekami Osława, Osławica, Barbarka, Bielcza, Smereczanka aj. Z polského pohledu je naopak převážná část hraničního hřebene ještě součástí celku Beskid Niski, tj. převážně polské části Nízkých Beskyd, zatímco nižší části Laborecké i Ondavské vrchoviny ve slovenském vnitrozemí jsou považovány za Ondavské podhůří (Pogórze Ondawskie). Východní konec hraničního hřebene (od Lupkowského průsmyku), včetně nejvyšší hory Vysoký grúň, se už navíc považuje za součást Bieszczad, tedy Bukovských vrchů.

## Charakteristika
Laborecká vrchovina je flyšové pohoří s příkrovovo-vrásovou stavbou. Tvoří ho jílovcová a pískovcová souvrství. V jílovcových souvrstvích byly vymodelovány erozně-denudační sníženiny (brázdy), podle nichž se vrchovina dělí na jednotlivé podcelky. Oddělují je vyvýšeniny a hřbety tvořené odolnějšími pískovcovými vrstvami.
Klimaticky patří nižší polohy do mírně teplé oblasti, vyšší vrcholové do chladné oblasti. Průměrné lednové teploty se pohybují od -4 do -6 °C, červencové od 14 do 18 °C. Průměrný roční úhrn srážek činí 650 až 900 mm.
Botanicky se oblast nachází na rozhraní mezi východokarpatskou a západokarpatskou květenou; na východě lze ještě potkat některé východokarpatské endemity. Značná část vrchoviny je porostlá lesy (karpatské bučiny), z jihu sem zasahují teplomilnější společenstva. V odlehlejších oblastech žijí i velké karpatské šelmy (medvěd hnědý, vlk obecný a rys ostrovid).
Pohraniční část Laborecké vrchoviny je chráněna v rámci národního parku Poloniny.